# Academia Belgica

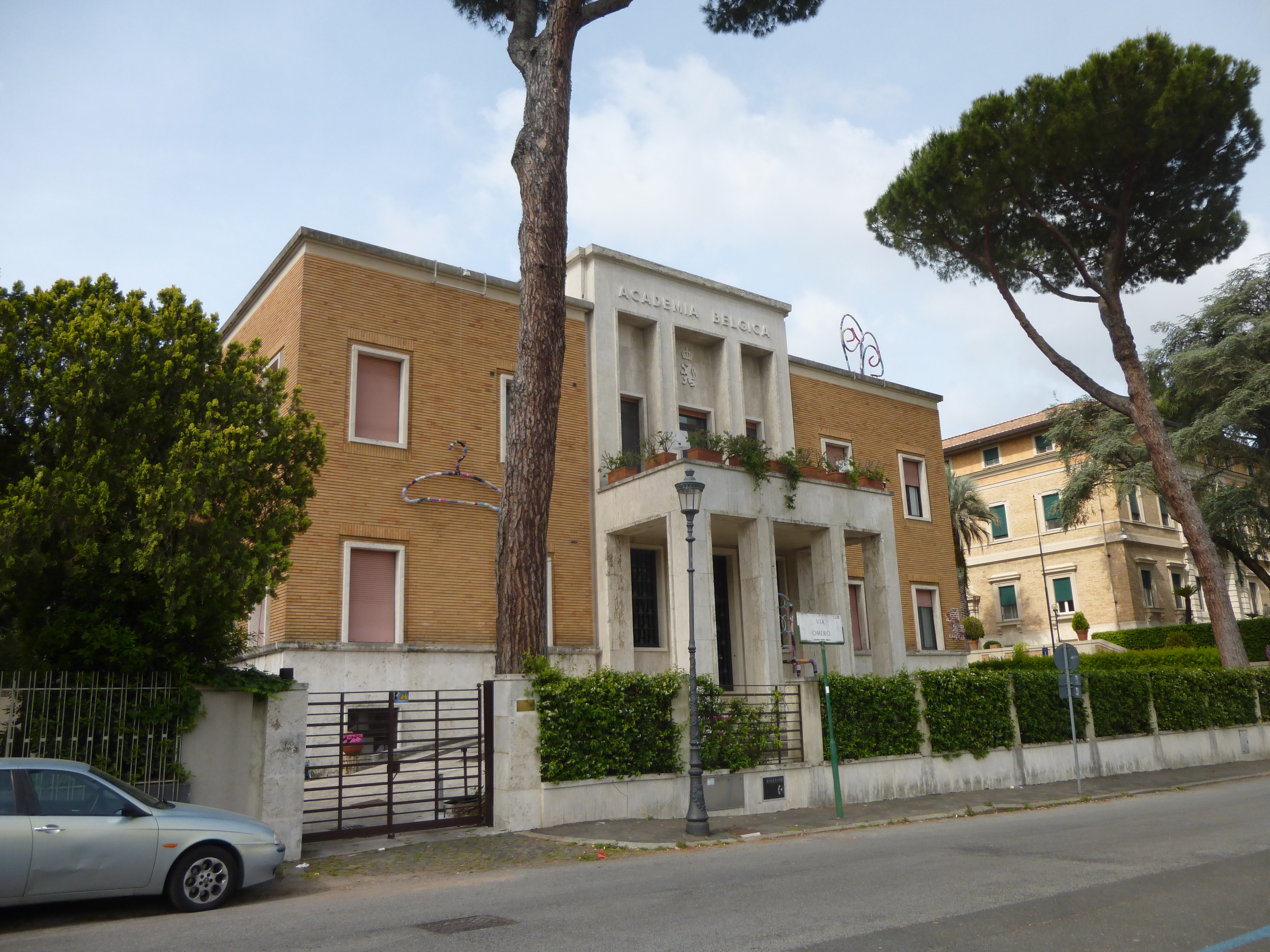
Academia Belgica in Rom

Die Academia Belgica ist eine belgische Forschungseinrichtung mit Sitz in Rom.
Anlässlich der Hochzeit von Marie José von Belgien mit dem italienischen Kronprinzen Umberto im Jahr 1930 sollte die Verbindung beider Königshäuser und Staaten auch in einem belgischen Kulturinstitut in Italien ihren Ausdruck finden. So wurde 1930 die Academia Belgica gegründet, der das seit 1902 bestehende Istituto storico belga di Roma („Belgisches Historisches Institut von Rom“) und die neu ins Leben gerufene „Prinzessin-Marie-José-Stiftung“ angeschlossen wurden. Eine der treibenden Kräfte bei der Einrichtung der Institution war der belgische Klassische Archäologe Franz Cumont.
Im Jahr 1939 konnte die Academia in der Via Omero 8 in Rom eingeweiht werden. Sie bezog einen Neubau, den die Architekten Gino Cipriani und Jean Hendrickx am Rande des Parks der Villa Borghese ausgeführt hatten. Die im Jahr 1997 und zwischen 2002 und 2007 baulich den gewandelten Bedürfnissen angepassten Räumlichkeiten der Academia dienen dem Aufenthalt und der Betreuung von Künstlern, Forschern und Stipendiaten.
Die angeschlossene Bibliothek ist auf die Themengebiete Geschichte, Kunstgeschichte, Religions- und Literaturgeschichte spezialisiert. Sie geht zurück auf die Stiftung seiner Bibliothek durch Franz Cumont, der der Academia im Jahr 1947 rund 15.000 Bücher und Sonderdrucke vermachte. 1953 kam die Sammlung des Historikers Henri Pirenne hinzu. In den 1960er-Jahren konnte die „Prinzessin-Marie-José-Stiftung“ zudem die Bibliothek von Pierre Bautier (1881–1962), Direktor der Königlichen Museen für Kunst und Geschichte in Brüssel, erwerben. Heute umfasst die Bibliothek rund 80.000 Bände.
Die Academia Belgica steht prinzipiell belgischen Forschern und Künstlern aller Disziplinen offen. Sie organisiert Ausstellungen, Konzerte, Kolloquien und Seminare. Auch führt sie eigene archäologische Forschungen durch, etwa die bedeutenden Ausgrabungen in Alba Fucens, das 1949 von dem belgischen Archäologen und damaligen Direktor der Academia, Fernand De Visscher, entdeckt wurde. Hinzu kommen die Ausgrabungen im apulischen Herdonia nahe dem heutigen Ordona durch Jozef Mertens, von 1988 bis 1993 Direktor der Academia.

## Direktoren
- Jules Vannerus (1939–1940)
- Fernand De Visscher (1945–1949)
- Fernand Vercauteren (1949–1954)
- William Lameere (1954–1959)
- Charles Verlinden (1959–1977)
- Jan Arthur Van Houtte (1977–1983)
- Louis Godart (1983–1988)
- Jozef Mertens (1988–1993)
- Jacqueline Hamesse (1993–2003)
- Walter Geerts (2003–2012)
- Wouter Bracke (2012–2018)
- Sabine van Sprang (seit 2019)